# St.-Andreas-Kapelle (Bozen)

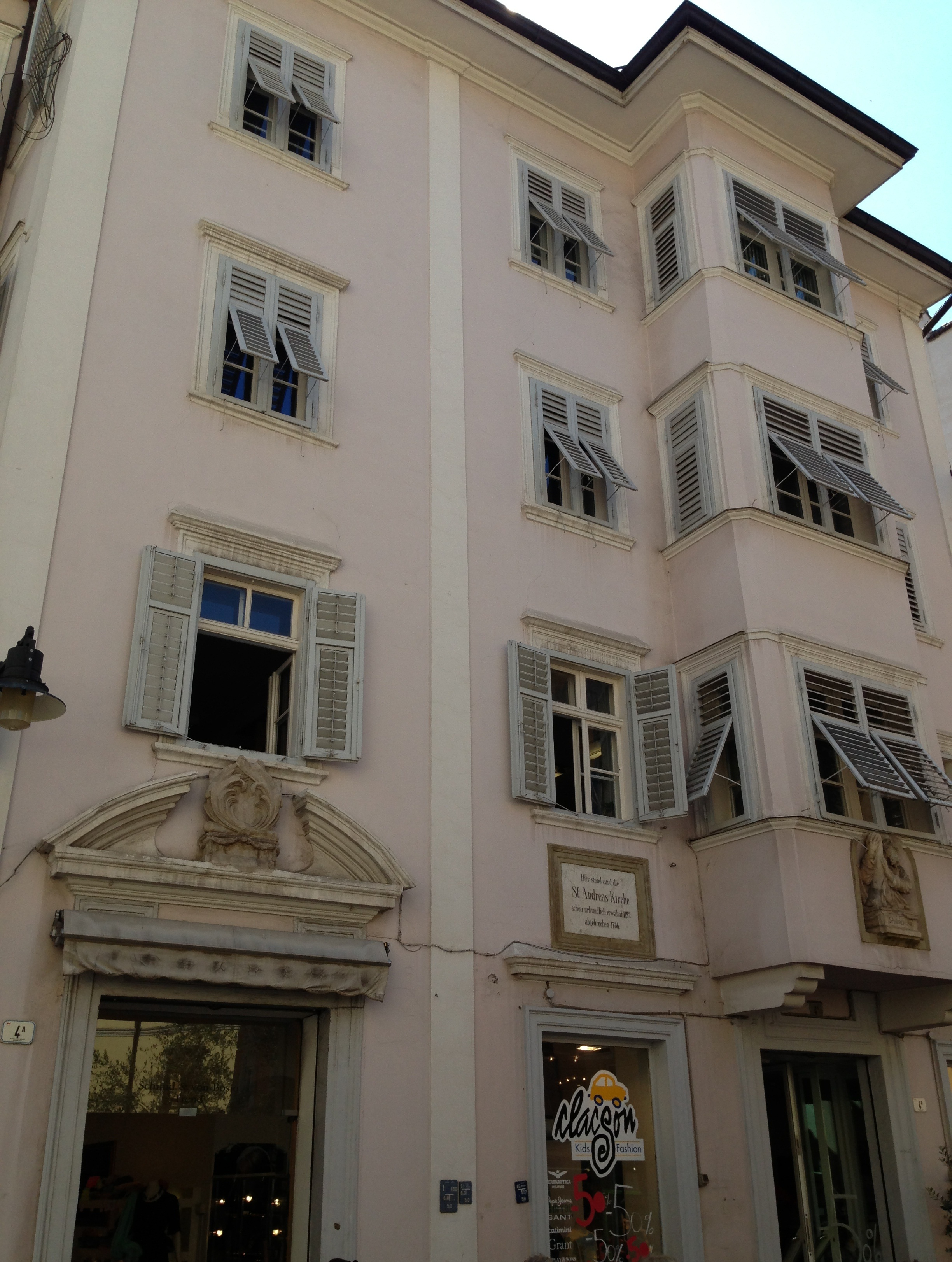
Das Gebäude Kornplatz 4 in Bozen: Von der ehemaligen Kapelle zeugen noch einige Details an der Fassade sowie die im 19. Jahrhundert angebrachte marmorne Gedenktafel.

Inventar der Urkunden der Andreaskapelle (sand Andres capellen zu Botzen), angefertigt von Notar Friedrich Schlegel von Bozen um 1550

Die Sankt-Andreas-Kapelle war eines der ältesten Kirchengebäude Bozens (Südtirol). Sie stand am Kornplatz und gehörte zu der im 12. Jahrhundert errichteten und im 13. Jahrhundert abgerissenen Stadtburg des Bischofs von Trient.
Die dem Apostel Andreas dedizierte Kapelle wird 1189 ersturkundlich erwähnt und war die einzige kirchliche Einrichtung im hochmittelalterlichen Gründungsareal der Stadt Bozen rund um die Bozner Lauben. Als Teil der bischöflichen Befestigung der Marktsiedlung ist sie als Privatkapelle der Trienter Bischöfe anzusprechen, deren Kapläne mit Bertold Köhl im Jahr 1438 („Perichtoldt Köel, gewaltiger capplan der cappellen zu sand Andre zu Boczen“) genannt sind. Die Kapelle war unmittelbar am ehemaligen Stadtgraben gelegen, der im 13. Jahrhundert verfüllt wurde und die heutige Silbergasse bildet. Dank zahlreicher Stiftungen im Stadtbereich verfügte das mit der Kapelle verknüpfte Benefiziat auch über ein eigenes Archiv, das bereits im frühen 16. Jahrhundert vom Bozner Notar Friedrich Schlegel verzeichnet wurde.
Die noch 1759 als „S. Andree-Kürchen“ genannte Kapelle wurde 1786 aufgelassen und säkularisiert, teilweise abgerissen und in den Nachfolgebau integriert. Im Gebäude der ehemaligen Kapelle am Kornplatz Nr. 4 wurde bis in die 1960er Jahre das legendäre Gasthaus zum Schlutzigen Luis (Unterhofer) betrieben. Heute befinden sich in dem Gebäude einige Geschäfte und Wohnungen sowie der Sitz der Südtiroler Tagesmüttergenossenschaft.